# Erzbistum Shenyang
Das Erzbistum Shenyang (lateinisch Archidioecesis Fomtienensis) ist eine in der Volksrepublik China gelegene römisch-katholische Erzdiözese mit Sitz in Shenyang.

## Geschichte
Das Erzbistum Shenyang wurde am 16. August 1838 durch Papst Gregor XVI. mit der Apostolischen Konstitution Ex debito aus Gebietsabtretungen des Bistums Peking als Apostolisches Vikariat Liaoning errichtet. Am 20. August 1840 gab das Apostolische Vikariat Liaoning Teile seines Territoriums zur Gründung des Apostolischen Vikariates Mongolei ab und wurde in Apostolisches Vikariat Liaoning und Mandschurei umbenannt. Das Apostolische Vikariat Liaoning und Mandschurei wurde am 10. Oktober 1898 in Apostolisches Vikariat Süd-Mandschurei umbenannt und gab Teile seines Territoriums zur Gründung des Apostolischen Vikariates Nord-Mandschurei ab. Am 3. Dezember 1924 wurde das Apostolische Vikariat Süd-Mandschurei in Apostolisches Vikariat Shenyang umbenannt. Das Apostolische Vikariat Shenyang gab am 2. August 1929 Teile seines Territoriums zur Gründung der Apostolischen Präfektur Siping ab. Eine weitere Gebietsabtretung erfolgte am 4. Februar 1932 zur Gründung der Apostolischen Präfektur Fushun.
Das Apostolische Vikariat Shenyang wurde am 11. April 1946 durch Papst Pius XII. mit der Apostolischen Konstitution Quotidie Nos zum Erzbistum erhoben. Am 14. Juli 1949 gab das Erzbistum Shenyang Teile seines Territoriums zur Gründung des Bistums Yingkou ab.

## Ordinarien

### Apostolische Vikare von Liaoning
- Emmanuel-Jean-François Verrolles MEP, 1838–1840

### Apostolische Vikare von Liaoning und Mandschurei
- Emmanuel-Jean-François Verrolles MEP, 1840–1878
- Constant Dubail MEP, 1879–1887

Wappen des Metropoliten, Erzbischof Paul Pei Junmin

- Wappen des Metropoliten, Erzbischof Paul Pei JunminLouis-Hippolyte-Aristide Raguit MEP, 1888–1889
- Laurent Guillon MEP, 1889–1898

### Apostolische Vikare der Süd-Mandschurei
- Laurent Guillon MEP, 1898–1900
- Marie-Félix Choulet MEP, 1901–1920
- Jean-Marie-Michel Blois MEP, 1921–1924

### Apostolische Vikare von Shenyang
- Jean-Marie-Michel Blois MEP, 1924–1946

### Erzbischöfe von Shenyang
- Jean-Marie-Michel Blois MEP, 1946
- Ignatius P’i-Shu-Shih, 1949–1978
- Paul Xu Zhen-jiang, Gegenbischof 1981 – 1984
- Lawrence Zhang Huai-Iiang, 1988 – 1989
- Pius Jin Pei-xian, 1989 – 2008
- Lu Zhiyuan (1994 – 1996)
- Paul Pei Junmin, seit 29. Juni 2008